# Påsöm

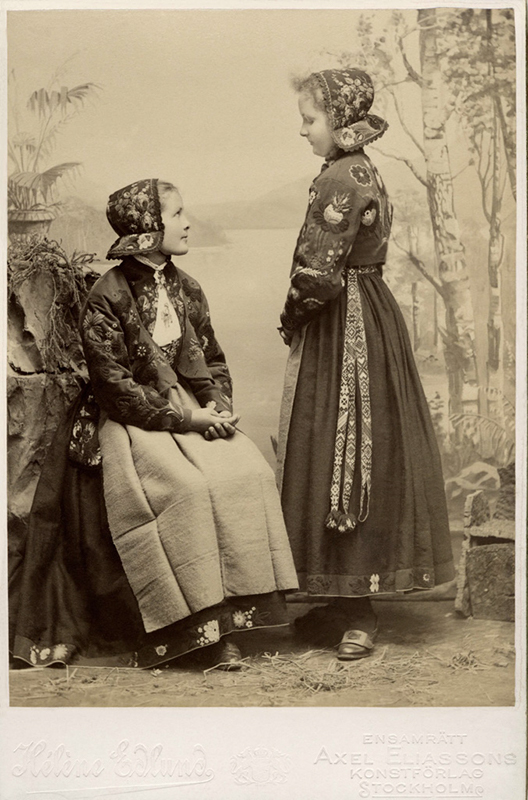
Flodadräkter med yllebroderiet påsöm

Påsöm är ett lokalt namn för ett folkligt yllebroderi som förekommer på Flodadräkten.
Påsömmen börjar sin historia i Floda socken vid mitten av 1800-talet. Vid den tiden uppstod en högkonjunktur i socknen, eftersom man avverkade stora mängder av skog. Inkomsterna gjorde att dräktbruket tog ny fart till skillnad mot i många andra dalasocknar, där dräktskicket vid den här tiden började försvinna. Flertalet av delarna i flodadräkten, bland annat kjolbården, kjortelsäcken, hättan och påsömtröjan var broderade med pompösa ros- och blomstermotiv i syntetfärgade ullgarner.
Påsömsbroderade vantar, armringar och hängslen var ofta en gåva från bruden till hennes blivande make. Under 1930-talet var påsömmen en betydande inkomstkälla för bygden. I var och varannan gård satt kvinnorna och broderade på förtjänst. Det var på modet att ha ullgarnsbroderade textilier i hemmen, såsom draperier, skrivbordsunderlägg, hyllremsor och gungstolsmattor.
Påsömmen är samtida med 1850-talets borgerliga yllebroderier som också inspirerat till denna broderiform. Att brodera rosor och blommor i ullgarner var vanligt i 1850-talets inredningsideal. Rosbroderier sydda på stramalj i korsstygn eller petit point i klara färger på kuddar och mattor blev vanliga. Broderade draperier, bordsdukar, pallar och draperade gardiner skulle skapa en romantisk och stämningsfylld atmosfär i hemmet. Den industriella utvecklingen under slutet av 1800-talet medförde både tillgång på nya material och nyrika kunder som kunde köpa nya inredningsdetaljer till hemmen. Mönsterförlagorna till rosbroderierna var handkolorerade och trycktes i Tyskland på rutmönster där varje ruta motsvarade ett stygn. Mönstren spreds via handarbetsaffärer och handarbetstidningar.